# Grand Prix Circuit
Grand Prix Circuit - це відеогра, симулятор автоперегонів F1, створена Distinctive Software та видана компанією Accolade for MS-DOS-сумісних операційних систем в 1988 році. Вона була портована для Amiga, Amstrad CPC, Apple IIGS, Commodore 64, та ZX Spectrum.  

## Ігролад
Гравець має змогу обрати одну з трьох  наступних машин:
1. McLaren MP4/4 (Honda 1.5L V6 turbo - 790 гальм. к. с. (589 кВт; 801 PS))
2. Williams FW12C (Renault 3.5L V10 - 735 гальм. к. с. (548 кВт; 745 PS))
3. Ferrari F1/87/88C (Ferrari 3.5L V12 - 680 гальм. к. с. (507 кВт; 689 PS))

McLaren-Honda Turbo є найпотужнішим автомобілем у грі, але ним також найважче керувати. Це версія 1988 року, яка виграла 15 із 16 Гран-прі (разом із 15 поул-позиціями) у руках Айртона Сенни та Алена Проста.
Williams-Renault є наступним за потужністю, і автомобіль є відносно нейтральним у керуванні. Це версія 1989 року. У 1989 році FW12C керували Тьєррі Бутсен і Ріккардо Патрезе.
Ferrari – це фактично шасі турбованого автомобіля 1988 року з двигуном V12. Ця версія дійсно з'явилася на публіці в 1988 році, але лише як тестовий мул для двигуна Ferrari 1989 року і ніколи не брала участі в гонках. Будучи найповільнішим із трьох, Ferrari також найлегше контролювати. Тестовою машиною керували пілоти команди 1988 року Мікеле Альборето та Герхард Бергер, а також тест-пілот Ferrari Роберто Морено.
Є п’ять рівнів складності та три режими гри: тренування, одиночна подія та чемпіонат, а гра супроводжується музикою, написаною для Commodore 64 Крісом Хатлелідом. Найкраща оцінка/кінець ігрової музики заснована на пісні «Na Na Hey Hey Kiss Him Goodbye» 1969 року Пола Леки, Гері ДеКарло та Дейла Фрашуера.

## Критика
Рецензія Computer Gaming World на цю гру була неоднозначна: вона зазначала що для того щоб звикнути до елементів керування, які одночасно контролювали рулювання, прискоренням і перемиканням передач, знадобилося так багато часу, що рецензент зрештою попросив друга перемикати за нього. Тим не менш, було зазначено, що гра була досить хорошою після звикання до елементів керування.
До 1991 року було продано 100,000 копій гри.